# Stipa holosericea
Stipa holosericea är en gräsart som beskrevs av Carl Bernhard von Trinius. Stipa holosericea ingår i släktet fjädergrässläktet, och familjen gräs. Inga underarter finns listade i Catalogue of Life.